# Meer van Albano
Het Meer van Albano of Albanomeer (Italiaans: Lago Albano of Lago Di Castel Gandolfo) is een klein vulkanisch kratermeer in de Albaanse Heuvels van Lazio. Het ligt nabij Castel Gandolfo.
Het meer is 170 m diep, 3.5 km lang en 2.3 km breed. Het is gevormd door twee overlappende vulkanische kraters. Plutarchus vermeldt dat in 406 v.Chr. het water van het meer over de omliggende heuvels stroomde, hoewel er geen regen was gevallen en het meer ook geen voedende rivieren heeft. De daaruit voortvloeiende overstroming verwoestte velden en wijngaarden; het water stroomde uiteindelijk de zee in. Rond het jaar 400 v.Chr. legden de Romeinen/Etrusken een 1400 meter lange tunnel aan om bij een stijging van het waterpeil het water af te leiden via een afwateringskanaal.